# Simon Roussin (auteur)
Pour les articles homonymes, voir Roussin et Simon Roussin.
 (octobre 2018).
Simon Roussin est un illustrateur et auteur de bande dessinée français né le 4 août 1987.

## Biographie
En 2009, il crée la revue Nyctalope avec Marion Fayolle et Matthias Malingrëy. Il participe également au magazine Nobrow. 
En 2011 il est diplômé des Arts Décoratifs de Strasbourg.
En 2012 Lemon Jefferson et la grande aventure fait partie de la sélection officielle du Festival International de la Bande Dessinée d'Angoulême,,[source insuffisante].
En 2022, Il remporte aux côtés de ses scénaristes Raphaël Metz et Louise Moaty le Prix spécial du jury du Festival d'Angoulême pour son livre Des Vivants.
Simon Roussin, depuis la fin de ses études, illustre également régulièrement des articles dans la presse française et américaine comme dans Libération, le New York Times ou encore le New Yorker. Son travail d'illustrateur pour le New York Times a été exposé avec celui d'autres de ses collègues diplômés de la Hautes école des arts du Rhin lors d'une exposition collective intitulé Fit to Print  qui a eu lieu en 2016 au Musée Tomi Ungerer puis l'année suivante à New York, dans les locaux du New York Times et de la Society of Illustrator

## Publications
- Robin Hood, éditions L'Employé du Moi, 2010
- Lemon Jefferson et la grande aventure, éditions 2024, 2011, 72 p.  (ISBN 978-2-919242-08-5)
- Les Aventuriers, éditions Magnani, 2012, 32 p.
- Le Bandit au colt d'or, éditions Magnani, 2013, 64 p.
- Heartbreak Valley, éditions 2024, 2013, 80 p.  (ISBN 978-2-919242-10-8)
- Barthélémy, l'enfant sans âge, éditions Cornélius, 2014
- Ciné-club, éditions Magnani, 2015
- Prisonnier des glaces, éditions 2024, 2016
- Xibalba, éditions 2024, 2018
- Des vivants, scénario de Raphaël Meltz et Louise Moaty, éditions 2024, 2021 - Prix Spécial du Jury au Festival d'Angoulême 2022.

## Filmographie
- 2018 : Illustrations dans le film Make It Soul[11], nommé pour le César du meilleur film d'animation 2020[12].

## Prix et distinctions
- 2019 : Prix du Livre Grand Est, catégorie Livre illustré, pour Xibalba, Éditions 2024[13]
- 2019 : Sélection officielle du Festival d'Angoulême 2019, pour Xibalba, Éditions 2024[14]
- 2022 : Prix spécial du jury du Festival d'Angoulême pour Des Vivants, Éditions 2024[5]